# Église anglicane Saint-Georges de Tunis
Ne doit pas être confondu avec Église orthodoxe Saint-Georges de Tunis.
L'église Saint-Georges est une église anglicane de la ville de Tunis (Tunisie).

## Histoire
Le terrain sur lequel est construit l'édifice actuel (qui date de 1901) est un ancien cimetière protestant dont la plus vieille tombe remonte à 1648, celle du marchand anglais Samuel Webb. Cette terre est concédée aux protestants par Hammouda Pacha Bey, par l'entremise du consul Thomas Campion, en poste à Tunis entre 1655 et 1666. Les Britanniques s'en servent pour leurs morts jusqu'en 1885 ; après cette date, les Européens doivent utiliser le cimetière municipal qui leur est réservé du côté de Bab El Khadra. L'inventaire révèle la présence de 114 pierres tombales ou inscriptions funéraires.
La rue qui longeait ce terrain portait autrefois le nom de « rue des Protestants » et ouvrait sur les quartiers du Passage et de la Hafsia, au nord de la médina.
Romdhane Bey, vers 1696, y aurait fait inhumer la dépouille de sa mère Marie, d'origine italienne et de culte protestant,.
Le cimetière est placé sous le patronage de saint Georges à partir de 1804. Le colonel et consul général britannique Thomas Reade, en poste de 1824 à sa mort en 1849 et dont l'épitaphe rappelle qu'il contribua à faire abolir l'esclavage dans ce pays en 1845, y est enterré. Au centre du terrain se trouve le monument funéraire dédié à John Howard Payne, consul américain à Tunis, poète et dramaturge, mort dans cette ville en 1852 et dont le corps est ramené dans son pays en 1883.
Aucune structure importante ou chapelle affectée au culte n'est répertoriée à cet endroit avant 1901. En revanche, il existait à partir de 1877, du côté de la rue d'Espagne, la chapelle Sainte-Augustine, une construction en fer, concédée par Sadok Bey aux membres de la London Society for the Promotion of Christianity amongst the Jews (Société londonienne pour la promotion de la chrétienté parmi les Juifs).
L'édifice actuel, sur la place Bab Cartagena située dans le quartier populaire de la Hara, date de 1901 ; sa construction est entamée à partir des années 1894-1896, à la suite d'un accord entre différentes autorités britanniques. Le modèle architectural est celui d'une église anglicane située à Patras. Elle est consacrée en février 1901 par l'évêque de Gibraltar,.